# 인권운동
인권운동은 인권 문제들과 관련된 행동주의에 관여되는 비정부적 사회 운동을 말한다. 세계 인권 운동의 토대들에는 식민주의, 제국주의, 노예 제도, 인종차별주의, 분리주의, 가부장제, 원주민 탄압에 대한 저항이 포함되어 있다.
인권운동의 핵심적인 원칙은 보편성에 대한 호소이다: 모든 인간은 모두에 의해 따라져야 하는 공통의 기본적인 조건들을 위해 연대 속에서 투쟁해야 한다는 생각이다.

## 역사
인권운동은 20세기보다 먼저 시작되었으며, 예를 들어 노예 제도 반대 운동을 포함한다. 역사적인 운동은 대개 제한된 일련의 문제들과 관련이 있었고, 그것들은 세계적이기 보다는 더 지역적이었다. 한 계정은 1899년 헤이그 협약을 인간들이 그들을 지배하는 국가로부터 독립된 권리를 갖는다는 생각의 시작점으로 확인한다.
1920년대 국제 노동 운동에 의해 프랑스에서 설립된 국제 인권 연맹(기존 국제 노동 기구)의 활동들은 현대 운동의 선도자로 보여질 수 있다. 이 조직은 아마 노동자들 사이 세계적인 연대를 요구하는 Bolshevik에 대응하기 위한 방안으로 미국과 유럽 강대국들에 의해 빠르게 수용되었다.

### 반식민주의
또다른 주요 세계 인권운동은 식민주의에 대한 저항으로부터 발전하여 커졌다. 1904년 설립된 콩고개혁회는 기초적인 현대 인권 운동으로 묘사되어오기도 했다. 이 단체는 콩고에서 고무 생산을 요구하는 과정에서 벨기에인들에 의해 초래되었던 테러를 기록하기 위해 사진을 이용했다. 이 사진들은 Edmund Morel, Joseph Conrad, 그리고 풍자적으로 레오폴드 왕으로 썼던 Mark Twain을 포함한 동정어린 유럽인들과 미국인들 사이에 전해졌다.
...아, 우리가 그것들을 찾아내고 숨기기 위해 할 수 있는 모든 것에도 불구하고, 사진들은 사방으로 몰래 보내진다. 만 개의 설교단들과 만 개의 언론들은 항상 나를 위해 좋은 말을 하고 있고, 차분하고 설득력 있게 훼손을 부정하고 있다.... 그리고 한 아이가 그의 주머니에 넣고 다닐 수 있는 하찮고 작은 kodak이 일어나 아무런 말도 하지 않고 그들을 때려눕힌다!
이 사진들과 그 다음 문헌은 콩고인들에 대해 저질러진 벨기에 범죄들에 대해 국제적인 분노를 일으켰다.
세기가 지나면서, W. E. B. Du Bois, Walter White, 그리고 Paul Robeson를 포함한 아프리카계 미국인들은 기본권에 대한 세계적 요구를 하기 위해 (아이티, 라이베리아, 필리핀 등에서 온) 아프리카 디아스포라 지도자들과 함께했다. 비록 이 운동의 기원은 다면적이었지만(자본가 마르쿠스 가비와 더 좌익인 아프리카 블러드 브라더드에게 힘을 실어준다), 국제적인 연대의 결정적인 순간은 1935년 이탈리아의 에티오피아 합병 이후에 왔다.

### 제2차 세계대전과 UN
제2차 세계대전의 여파로, 범아프리카 대표단은 UN이 그의 설립 문서에서 "인권"을 명시적으로 보호하도록 한 것에 중요한 역할을 했다. Du Bois는 전세계 식민지들을 게토스에 비유하였고, 모든 사람들의 인권을 확인하는 세계 문서를 요구했다.
Du Bois와 다른 활동가들 뿐만 아니라, 작은 국가의 대표들(특히 라틴 아메리카 출신)은 1944년 Dumbarton Oaks에서 UN 헌장을 위해 구상된 버전의 인원에 기쁘지 않았다. Du Bois는 그때 분명하게 "인간 평등을 위한 유일한 방법은 주인들의 자선 활동을 통해서다"라고 말했다. 그러나, 미국 정부는 미국 변호사 협회와 미국 유대 위원회와 같은 인권의 개념을 홍보할 의지가 있는 힘있는 국내 조직들을 지원했다. 이러한 조직들은 UN과 인권 개념의 공적인 승인을 얻었다.
인권의 개념은 UN 인권 위원회와 세계 인권 선언과 같은 기관들과 함께 UN에 실제로 세워졌다. 라틴 아메리카 국가들에 의한 적극적인 외교는 이러한 생각들을 홍보하고 관련 합의들을 선발하는 과정에 중요했다. 이러한 압박의 결과로, UN 헌장을 만들기 위해 더 많은 인권 언어가 1945년 샌프란시스코 회의에서 채택되었다. 뉘른베르크 재판에 이어 홀로코스트에 대한 폭로도 운동에 중요한 역할을 주었는데, 특히 유대인과 기독교 로비 단체들 사이에서 그랬다. 몇몇 NGO는 인권운동의 승리로 UN 헌장을 대신했고, 반면 다른 운동가들은 UN 헌장이 기본적으로 강대국의 이익을 위해 봉사하며 인권에 대해 립서비스를 했다고 주장했다.
냉전 초기에는 '인권' 개념이 강대국의 이념적 의제를 홍보하는 데 쓰였다.소련은 전 세계의 식민지에 사는 사람들이 서구 열강들에 의해 이용당했다고 주장했다. 제3세계에 대한 소련의 선전 중 상당 부분은 인종차별과 인권침해 혐의를 중심으로 이루어졌다. 미국은 자국 사회가 자유롭고 소련은 무근이라고 표현하며 자국 선전으로 맞섰다. 인권 언어는 강대국에 의해 또는 요구하기 위해 사람들의 움직임에 의해 사용될 수 있는 국제적인 표준이 되었다.

### 세계적인 인권 투쟁
미국 내에서는 민권운동 참여자들이 민권 외에 인권도 요구했다. 두보이스(Du Bois), 전국 네그로(NNC), 전국유색인권진출협회(NAACP), 민권협의회(CRC) 등 활동가들은 곧 유엔에서 인권침해 혐의로 미국에 고발하기 시작했다 1951년 두보이스(Du Bois), 윌리엄 패터슨(William Patterson), CRC(CRC) 등 4개국의 인권침해를 고발에 착수했다.미국은 아프리카계 미국인에 대한 지속적인 조직적 폭력에 연루되어 있다.
1960년 애틀랜타 학생들이 출판한 '인권을 위한 호소'는 미국 남부를 휩쓴 비폭력 직접 행동의 물결을 시작하는 중요한 순간으로 꼽힌다.암살되기 1년도 채 전인 1967년 마틴 루터 킹 목사는 '시민권'이라는 개념이 고립적이고 개인주의적인 자본주의 가치로 가득 차 있다고 주장하기 시작했다. 그는 "우리가 민권 시대에서 인권 시대로 넘어갔다는 것을 깨달을 필요가 있다"고 말했다. 당신이 인권을 다룰 때 당신은 헌법에 명확하게 정의된 어떤 것을 다루고 있지 않다. 그들은 인도주의적 관심의 의무에 의해 명확하게 정의되는 권리들이다." 말년에 다민족 빈곤국민운동을 조직하기 시작한 킹 목사에게 인권은 탈유레 평등에 더해 경제적 정의가 필요했다.
아프리카와 아시아의 탈식민지화 이후, 이전의 식민지들은 유엔 인권위원회에서 다수 지위를 얻었고, 세계의 백인 우월주의와 경제적 불평등에 관심을 집중시켰으며, 그렇게 함으로써 다른 유형의 인권 유린을 인정하는 것을 선택했다. 이들 국가들 중 일부는 인권과 반대로 민권에 초점을 맞추는 것은 식민주의의 혜택을 받은 부유한 국가들만이 누릴 수 있는 특권이라고 주장했다. 세계 강대국들이 다른 곳으로 관심을 돌렸음에도 불구하고 제3세계 인권에 대한 요구는 1960년대 내내 증가했다.

### 1970년대의 변화
1970년대부터, 인권운동은 국제 무대에서 점점 더 중요한 역할을 해왔다. 정부의 인권에 대한 지원은 줄었을지라도, 국제기구들은 권력과 수적으로 증가했다. 1970년대에 인권운동 문제를 세계적으로 중요하게 만든 사건으로는 칠레의 아우구스토 피노체트와 미국의 리처드 닉슨 행정부의 유린, 서구와 구소련의 헬싱키 협정(1975), 남아프리카 공화국의 소웨토 폭동, 국제 사면 위원회 노벨 평화상 수여(1977), 중국에 민주주의 장벽 운동의 출현 등이 있다. 닉슨은 지미 카터 행정부에 의해 계승되었고, 인권 문제를 훨씬 더 지지했다. 카터가 인권을 그의 외교 정책의 중심으로 만들기 훨씬 전부터, 의회 내 진보주의자들은 국무부에 인권을 제도화하고 외국의 원조 고려에 인권을 연계하는 법안을 통과시켰다.
국제적인 인권 운동의 압력은 인권이 점점 더 많은 국가들의 정치적 의제와 외교적 협상으로 이어지게 했다. 동구권 내 반체제 인사들에게 인권 문제가 중요해지면서(소비에트 인권운동, 제77헌장, 노동자방위위원회), 이 시기에도 서구와 구소련 간 투쟁을 경제적 용어("공산주의 대 자유시장")에서 인권 투쟁("전체주의 대 자유시장")으로 재구성하는 사례가 늘고 있다. 냉전 종식 이후, 인권 문제는 코소보에서 이라크, 아프가니스탄, 콩고, 다르푸르에 이르기까지 세계 여론에 의해 논의된 다수의 주요 정치적, 군사적 충돌에 존재해왔다.
원래, 대부분의 국제 인권 단체들은 프랑스와 영국으로부터 왔다; 1970년대 이후 미국 단체들은 미국인들이 국제 무대에서 참여할 권리를 넘어섰고, 세기가 바뀔 무렵에 Neier가 지적했듯이, "이 운동은 성격상 너무 세계화되어서 더 이상 리더십을 특정 [국가 또는 지역] 부문으로 돌릴 수 없게 되었다." 다만 Ibhawoh 등 다른 이들은 특히 국제 인권 운동 단체가 대부분 북반구에 위치해 있어 여전히 지역 간 괴리가 존재한다는 점을 지적하고 있어서, 남반구의 상황에 대한 이해에 대한 지속적인 우려가 제기된다.

### 1990년대 이후
세계 인권운동은 1990년대 이후 인권 보호의 일부로서 여성의 권리와 경제적 정의를 더 많이 대변하는 것을 포함하며 더욱 확산되어 왔다. 경제적, 사회적, 문화적 권리는 새롭게 두드러지게 되었다.
여성 인권 옹호론자들은 (때로는 페미니스트 운동의 일부로 확인되기도 함) 초기 인권 운동이 남성 관심사에 초점을 맞춘 것과 여성 문제를 공공 영역에서 인위적으로 배제하고 있다는 것을 비판했다. 그럼에도 불구하고 여성의 권리는 국제 인권 운동에서 중요해졌으며, 특히 성별에 근거한 폭력으로부터 보호되는 것을 포함한다는 점에서는 더욱 그렇다. 중남미에서 ,여성의 인권 문제는 권위주의적 정부에 대한 투쟁과 교차한다. 많은 경우, 예를 들어 Plaza de Mayo에서, 여성 단체들은 전반적으로 가장 두드러진 인권 옹호자들 중 일부였다. 국제인권운동 내 여성 인권에 대한 주류 수용은 1989년 이후 증가했다.
UN 인권 체계의 권위는 냉전에 따른 경제 자유화에 대한 강조 때문에 1990년대에 감소하였다.
1990년대에도 인권운동가들을 폭력과 억압으로부터 보호하라는 인권 "옹호자에 대한 옹호"에 대한 요구가 있었다. 불행하게도, 운동가들에 대한 공격의 수가 증가하고 있다. 개인들이 해방을 계속해서 추진하고있지만  유해나 사망을 우려해 조사 결과를 보고하지 못하면서 이 운동은 제자리걸음을 하고 있다. 페미니스트 운동이 시작된 이래 여성 활동가의 수는 증가하고 있지만, 여성에 대한 공격의 수도 증가하고 있다. 최근 탈레반은 여성 운동가들을 대상으로 메시지를 보냈다.
인터넷은 서로 다른 물리적 위치에 있는 활동가들 간의 의사소통을 개선함으로써 인권 운동의 힘을 확장시켰다. 이것은 중재적 동원이라고 알려져 있다. 자신의 목소리를 이용해 부정의에 대해 소통하고 있는 개인들은 이제 참여형 저널리즘을 통해 자신의 목소리를 이용하는 마음가짐과 같은 사람들과 소통할 수 있게 되었다.
인권운동은 역사적으로 국가들에 의한 남용에 초점을 맞추었고, 일부 사람들은 그것이 기업의 행동에 충분히 근접하지 않았다고 주장해왔다. 1990년대에, 인권 유린에 대한 기업의 책임을 묻는 첫 조치가 취해졌다. 예를 들어, 영국 의회는 브리티시 페트롤리엄에 콜롬비아의 사형수들에게 자금을 지원한 것에 대해 검열 결의안을 승인했다. 휴먼라이츠워치와 같은 단체들도 다른 비정부기구들에게 인권을 고려하도록 압력을 넣기 시작했다. 1993년 휴먼라이츠워치는 국제올림픽위원회(IOC)에 성공적으로 로비를 벌여 2000년 올림픽을 베이징에 시상하는 데 반대표를 던졌다.

## 이슈와 활동
국제인권운동은 생명과 자유의 박탈, 자유롭고 평화로운 표현의 권리 박탈, 집회와 예배, 개인의 배경과 관계없이 동등한 대우, 고문과 같은 부당하고 잔인한 행위에 대한 반대 등의 문제를 안고 있다. 다른 문제들로는 사형제도와 아동 노동에 대한 반대도 있다.
인권운동의 상당 부분은 자국 내 인권침해와 관련된 지역적 성격이 강하지만 국제적 지원망에 의존하고 있다. 이 운동의 국제성은 지역 활동가들이 그들의 우려를 방송할 수 있게 하고, 때때로 그들의 본국 정부에 국제적인 압력을 발생시킨다. 이 운동은 일반적으로 주권은 인권이 시작되는 곳에서 끝난다는 원칙을 지지한다. 이 원칙은 인식된 위반을 시정하기 위해 국경을 가로질러 개입하는 것을 정당화한다.
인권운동은 또한 지역 운동가들에게 그들의 주장을 뒷받침하기 위해 사용할 어휘를 제공했다는 공로를 인정받고 있다.

## 한계점과 비판
국제 인권 운동의 한 가지 주요한 분열은 제1세계와 제3세계에서 온 NGO와 활동가들 사이에 있었다. 주류 운동에 대한 비판론자들은 그것이 체계적 편견을 가지고 있고 세계적인 규모로 불평등에 맞서기를 꺼린다고 주장해왔다. 특히 '인권침해'를 초래하는 경제여건을 조성하는 데 신자유주의적 자본주의의 역할을 비판하면서 지배적인 인권운동이 이러한 역학관계에 맹목적이라고 주장한다. (참조 : 구조 조정) 무투아 마카우는 다음과 같이 썼다 :
- 현재 구성되고 배치되어 있는 것처럼 인권운동은 비 서구 사회에서 외계인 이념으로 인식되기 때문에 궁극적으로 실패할 것이다. 이 운동은 서구 사상에 몰두하는 위선적인 엘리트들을 제외하고는 비 서구 국가들의 문화적 조직에서 깊이 반향을 일으키지 않는다. 궁극적으로 이기기 위해서는 인권운동이 모든 국민의 문화에 계류되어야 한다.[55]

데이비드 케네디는 인권 언어가 모호하고 상황에 대한 실용주의적 평가를 저해할 수 있다고 주장하며 "인권을 계산보다는 헌신의 대상으로 취급하는" 국제 인권 운동의 경향을 비판해 왔다. 케네디는 또한 이 어휘가 "잘못 쓰이거나 왜곡되거나 공동 선택될 수 있다"고 주장하며, 인권 측면에서 프레임 이슈는 가능성의 영역을 좁히고 다른 서술은 제외할 수 있다고 주장한다. 다른 사람들은 또한 그 운동과 그 언어가 모호하다고 비판해왔다.
일부는 인권운동이 사람들을 학대의 희생자로 묘사함으로써 미묘하게 사람들을 비하하는 경향이 있다고 주장해왔고 다른 이들은 다시 바로 이 주장이 인권 유린을 비하하기 위해 사용된다고 주장했다.

## 단체
특히 1970년대 이후 국제인권운동은 비정부기구(NGO)에 의해 중재되었다.
주요 국제 인권 단체로는 국제사면위원회와 휴먼라이츠워치가 있다.
역사적으로 국제인권연맹의 영향력은 이 운동에 매우 중요한 것으로 여겨진다.
21세기 전환기에 국제형사재판소를 만든 것도 국제인권운동가들의 또 다른 성과로 꼽힌다.

## 같이 보기
- 혁명 운동

## 참조
1. ↑  Thomas M. Leonard (2006). Encyclopedia of the Developing World: Index. A-E. Taylor & Francis. p. 771. ISBN 978-0-415-97662-6. Retrieved 14 November 2012.
2. ↑  Clapham, Human Rights (2007), p. 27.
3. ↑  Clapham, Human Rights (2007), p. 27.
4. ↑  Neier, The International Human Rights Movement (2012), pp. 7–9.
5. 1 2 3  Normand and Zaidi, Human Rights at the UN (2008), pp. 40–43.
6. ↑  Normand and Zaidi, Human Rights at the UN (2008), pp. 56–57.
7. ↑  Normand and Zaidi, Human Rights at the UN (2008), p. 57.
8. ↑  Mark Twain, King Leopold's Soliloquy, quoted in: Bruce Michelson, Printer's Devil: Mark Twain and the American Publishing Revolution, University of California Press, ISBN 9780520247598, p. 202.
9. ↑  Sharon Sliwinski, "The Childhood of Human Rights: The Kodak on the Congo Archived 2015-02-05 at the Wayback Machine", Journal of Visual Culture 5(3), 2006.
10. ↑  Von Eschen, Race Against Empire (1997), pp. 1–2.
11. ↑  John David Skretny, "The effect of the Cold War on African-American civil rights: America and the world audience, 1945–1968", Theory and Society 27(2), 1998.
12. 1 2 3 4 5  Von Eschen, Race Against Empire (1997), pp. 10–11. "The Italian invasion of Ethiopia in 1935 marked an especially critical moment in the articulation of diaspora thought and politics. Paul Robeson claimed it was a watershed for black American consciousness, since it exposed 'the parallel between [black American] interests and those of oppressed peoples abroad.'"
13. ↑  Normand and Zaidi, Human Rights at the UN (2008), pp. 117–118.
14. ↑  Normand and Zaidi, Human Rights at the UN (2008), p. 115.
15. ↑  Normand and Zaidi, Human Rights at the UN (2008), p. 116.
16. ↑  Normand and Zaidi, Human Rights at the UN (2008), p. 118. "These proposals were reintroduced in San Francisco during the drafting of the Universal Declaration of Human Rights. Latin America's significant intellectual production supporting human rights is a major reason the region has been called 'the forgotten crucible' of universal human rights. Latin American jurisprudence was particularly well suited to bridging cultural divides in human rights by linking civil and political rights with economic and social rights."
17. ↑  Neier, The International Human Rights Movement (2012), pp. 2–3.
18. 1 2 3  Winston E. Langley (1999). Encyclopedia of Human Rights Issues Since 1945. Greenwood Publishing Group. pp. 11–16. ISBN 978-0-313-30163-6. Retrieved 14 November 2012.
19. ↑  Normand and Zaidi, Human Rights at the UN (2008), p. 127.
20. ↑  Normand and Zaidi, Human Rights at the UN (2008), pp. 136–138. "A few activists, in particular those whose agenda focused on racial equality and decolonization, were dismayed by the results of San Francisco. The NAACP and allied groups, which had invested significant time, resources, and hopes in using the global forum to highlight the evils of entrenched racism inside the United States and internationally, were bitterly disappointed at the outcome. To no avail, they criticized the failure to dent the vastly unequal power relations operating both between states and within their borders. Rayford Logan, civil rights activist and chair of the history department at Howard University, characterized the human rights articles in the Charter as a 'tragic joke'. But these were minority voices. Just as Roosevelt anticipated, the NGO consultants were thrilled with the role they had played in establishing the organization and fanned out across the country to spread the good news."
21. ↑  Langley, Encyclopedia of Human Rights Issues since 1945 (1999), p. xiv.
22. ↑  Edward A. Hatfield, "Atlanta Sit-ins", The New Georgia Encyclopedia, 28 May 2008.
23. ↑  Sam Trumbore, "From Civil Rights to Human Rights, King’s Legacy For Us", Times Union, 15 January 2012.
24. ↑  Tomas F. Jackson, From Civil Rights to Human Rights: Martin Luther King, Jr., And the Struggle for Economic Justice, University of Pennsylvania Press, 2007. ISBN 9780812239690
25. ↑  Kiyoteru Tsutsui and Christine Min Wotipka, "Global Civil Society and the International Human Rights Movement: Citizen Participation in Human Rights International Nongovernmental Organization", Social Forces 83(2), 2004; accessed via JStor, DOI: 10.1353/sof.2005.0022.
26. 1 2 3 4  Kiyoteru Tsutsui and Christine Min Wotipka, "Global Civil Society and the International Human Rights Movement: Citizen Participation in Human Rights International Nongovernmental Organization", Social Forces 83(2), 2004; accessed via JStor, DOI: 10.1353/sof.2005.0022.
27. 1 2 3  Lawson, Edward (Edward H.); Mary Lou Bertucci (1996). United Nations Decade on Human Rights Education, 1995-2005. Taylor & Francis. pp. 36–38. ISBN 978-1-56032-362-4. Retrieved 14 November 2012.
28. ↑  Neier, The International Human Rights Movement (2012), pp. 3–4.
29. ↑  Barbara Keys, Reclaiming American Virtue: The Human Rights Revolution of the 1970s (Harvard University Press, 2014).
30. ↑  Neier, The International Human Rights Movement (2012), p. 13.
31. ↑  Neier, The International Human Rights Movement (2012), p. 17.
32. ↑  Neier, The International Human Rights Movement (2012), pp. 10–11.
33. ↑  Bonny Ibhawoh (16 October 2006). "Human Rights INGOs and the North-South Gap". In Daniel A. Bell; Jean-Marc Coicaud (eds.). Ethics in Action: The Ethical Challenges of International Human Rights Nongovernmental Organizations. Cambridge University Press. p. 81. ISBN 978-0-521-86566-1. Retrieved 14 November 2012.
34. ↑  Nelson and Dorsey, New Rights Advocacy (2008), p. 14. "Since the mid-1990s the human rights movement has begun to take seriously the economic and social rights guaranteed in the international human rights covenants; development and human rights NGOs have joined in human rights–driven social movements for food, health, education, water, and other rights, often challenging development orthodoxy."
35. ↑  Charlotte Bunch, "Transforming Human Rights From a Feminist Perspective", in Women's Rights, Human Rights, (1995) ed. Stone & Wolper.
36. 1 2  Elisabeth Friedman, "Women's Human Rights: The Emergence of a Movement", in Women's Rights, Human Rights, (1995) ed. Stone & Wolper.
37. ↑  Nelson and Dorsey, New Rights Advocacy (2008), p. 51. "The 1993 World Conference on Human Rights in Vienna was expected by some to be a celebration of the post–cold war era, the new freedom of the United Nations to operate in a less politicized international environment, and NGO human rights successes. Instead it marked a watershed moment for the integrity of the human rights system, as NGOs battled a coalition of governments determined to undermine the principle of the universality of human rights standards and weaken the UN human rights system. [...] The challenge to shore up the fundamental concept of universality of rights was compounded by shifts in the foreign policy priorities of Western governments. A new Democratic administration in the United States made promoting free-market democracies, rather than human rights, its top priority, resulting in human rights regressions, including the delinking of trade and aid from human rights guarantees (Mann 1999)."
38. ↑  Nelson and Dorsey, New Rights Advocacy (2008), p. 53.
39. ↑  "Defend the Defenders". www.hrln.org. Retrieved 2016-02-29.
40. ↑  "Taliban Targeted Female Activist in Afghan Attack". takeaway. Retrieved 2016-02-29.
41. ↑  Halpin and Hoskins, Human Rights and the Internet (2000), pp. 8–9.
42. ↑  Lievrouw, Leah (2011). Alternative And Activist New Media. Polity Press.
43. ↑  Langley, Encyclopedia of Human Rights Issues since 1945 (1999), p. xix. "...business corporations (especially transnational ones) are often more powerful than states, and therefore enjoy the capacity to promote or undermine the rights and well-being of individuals and groups. Yet, the human rights movement, as it initially developed, did not seek to make business corporations accountable for human rights abuses, such as child labor, business-supported political repression, environmental degradation, and sexual harassment..."
44. ↑  Langley, Encyclopedia of Human Rights Issues since 1945 (1999), pp. 36–37.
45. ↑  Barbara Keys, "Harnessing Human Rights to the Olympic Games: Human Rights Watch and the 1993 ‘Stop-Beijing’ Campaign,” The Journal of Contemporary History 53, no. 2 (2018): 415-38. doi: 10.1177/0022009416667791
46. ↑  Langley, Encyclopedia of Human Rights Issues since 1945 (1999), p. 240.
47. ↑  Langley, Encyclopedia of Human Rights Issues since 1945 (1999), p. 41, 256.
48. ↑  Langley, Encyclopedia of Human Rights Issues since 1945 (1999), p. 47.
49. ↑  Neier, The International Human Rights Movement (2012), p. 11.
50. ↑  Langley, Encyclopedia of Human Rights Issues since 1945 (1999), p. 169.
51. 1 2  David Kennedy, "The International Human Rights Movement: Part of the Problem?" 15 Harvard Human Rights Journal 101, 2002.
52. ↑  Normand and Zaidi, Human Rights at the UN (2008), p. 324.
53. ↑  Langley, Encyclopedia of Human Rights Issues since 1945 (1999), p. xviii.
54. ↑  Normand and Zaidi, Human Rights at the UN (2008), p. 325–326.
55. ↑  Makau Mutua, Human Rights: A Political and Cultural Critique (2002), quoted in Clapham, Human Rights (2007), p. 161.
56. ↑  Normand and Zaidi, Human Rights at the UN (2008), p. 5.
57. ↑  Clapham, Human Rights (2007), pp. 160–161. "Some critics argue that human rights organizations may tend to generate a narrative that reinforces images of helpless victims oppressed by an alien culture; in turn, this could be said to continue imperialism by other means."
58. ↑  Neier, The International Human Rights Movement (2012), p. 186.
59. ↑  Neier, The International Human Rights Movement (2012), p. 204.
60. ↑  Neier, The International Human Rights Movement (2012), p. 18